# کوتیاک
کوتیاک (به انگلیسی: Quethiock) یک روستا و محله مدنی در بریتانیا است که در کورنوال واقع شده‌است. کوتیاک ۴۹۳ نفر جمعیت دارد.